# 塞南克修道院

修道院与薰衣草田

塞南克修道院（法语: Abbaye Notre-Dame de Sénanque）是一个熙笃会修道院，位于法国普罗旺斯沃克吕兹省村庄戈尔德附近。

## 历史
1148年，得到卡瓦永主教和巴塞罗那伯爵、普罗旺斯伯爵捐助，来自阿尔代什省马赞修道院的熙笃会修士建立了塞南克修道院。这些贫穷的修士首先建起了临时小屋。1178年，修道院教堂祝圣。宿舍、食堂、写字间等其他建筑也陆续兴建，均采用罗马式风格，朴实无华，避免采用会让修士们分心的装饰。
在13和14世纪，塞南克修道院达到顶峰，经营四个磨坊，七个田庄。住在塞南克的修士种植薰衣草，以养蜂为生。法国宗教战争期间，修道院遭新教徒洗劫。在法国大革命期间，修道院被没收并出售给私人，修士被驱逐。
1854年，熙笃会修士回购该处产业。1903年再度遭驱逐，撤到戛纳附近，莱兰群岛圣托诺拉岛上的莱兰修道院。1988年恢复了塞南克修道院。
在普罗旺斯还有两个早期的熙笃会修道院：西瓦冈修道院和托罗内修道院，与塞南克修道院并称“普罗旺斯三姐妹”。